# هورمون‌درمانی زنانه‌سازی
هورمون‌درمانی زنانه‌سازی (به انگلیسی: Feminizing hormone therapy) یا هورمون‌درمانی زنان ترنس، یکی از روش‌های تطبیق و بازتایید جنسیت است که برای تغییر صفات ثانویه جنسی مردانه، در زنان ترنس و افراد خارج از جنسیت کاربرد دارد. ممکن است برخی افراد بیناجنسی نیز باتوجه به نیازها و ترجیحات شخصی، این روش پزشکی را انتخاب کنند. هورمون‌درمانی زنانه‌سازی یکی از روش‌های هورمون‌درمانی افراد ترنس است.
هدف از این درمان ایجاد صفات ثانویه جنسی مورد انتظار زنان ترنس مثل پستان‌ها، الگوی‌های زنانه توزیع مو، چربی و تقویت عضلات است. با این وجود هورمون‌درمانی نمی‌تواند بسیاری از ویژگی‌های جنسی مردانه را در زنان ترنس تغییر دهد، در نتیجه برخی افراد برای ایجاد تغییرات در ویژگی‌های جنسی خود دست به روش‌های دیگر درمان مثل جراحی بازتایید جنسیت می‌زنند. داروهایی که برای هورمون‌درمانی زنانه‌سازی استفاده می‌شود شامل استروژن‌ها، آنتی آندروژن‌ها، پروژستوژن‌ها و تعدیل‌کننده‌های آزادکننده گنادوتروپین است.
درحالی که هورمون‌درمانی نمی‌تواند ویژگی‌های جنسی ناشی از بلوغ را در زنان ترنس تغییردهد (اگر فرد بالغ شده باشد)، اما ایجاد ویژگی‌های ثانویه جنسی منطبق با هویت جنسیتی باعث تسکین بسیاری از نارضایتی‌ها و سرگردانی‌های ناشی از آشفتگی جنسیتی می‌شود. ورود هورمون‌های برون‌زا به بدن در هرسطحی تأثیرگذار است، بسیاری از افراد تحت درمان با هورمون، تغییر در سطح انرژی، خلق و خو، اشتها و سایر تغییرات را گزارش می‌دهند. هدف از هورمونی‌درمانی در زنان ترنس مانند تمام روش‌های درمانی، بهبود کیفیت زندگی است.

## استفاده‌های پزشکی
- برای زنانه‌سازی زنان تراجنسیتی و افراد خارج از جنسیت.
- برای زنانه‌سازی افراد بیناجنسی.

## شرایط و الزامات
بسیاری از پزشکان بر اساس مدل استاندارد مراقبت (SoC) توصیه شده از اتحادیه جهانی حرفه‌ای بهداشت تراجنسیتی (WPATH) فعالیت می‌کنند، در این استاندارد برای شروع فرایند هورمون‌درمانی، افراد ترنس نیازمند به ارزیابی بهداشت روان و توصیه‌نامه کتبی یک روان‌درمانگر هستند. اما برخی دیگر از پزشکان برمبنا مدل «رضایت آگاهانه» عمل می‌کنند، در این روش غیر از رضایت فرد ترنس پس از آگاهی یافتن کامل از خطرات و نتایج، هیچ الزامی برای هورمون‌درمانی وجود ندارد. داروهایی که در هورمون‌درمانی زنان ترنس استفاده می‌شود، بدون نسخه پزشک در داروخانه‌های غیرمجاز آنلاین به فروش می‌رسد باعث پدیده خطرناک خود درمانی شده‌است. همانند تمام مداخلات پزشکی، جایگزینی هورمون هم ممکن است با خطراتی همراه باشد، به ویژه در دوزهای بالای مصرف؛ بنابراین توصیه می‌شود که هر نوع مصرف هورمون یا تغییر الگو مصرف تحت نظارت پزشک باشد؛ زیرا شروع، توقف یا حتی تغییر میزان دوز غیراصولی می‌تواند تهدیدی برای سلامتی جسمی و روانی فرد باشد.
دسترسی افراد و قوانین مربوط به هورمون‌درمانی افراد ترنس در کشورهای جهان متفاوت است.

## داروها
از داروهای متفاوتی در هورمون‌درمانی زنانه‌سازی استفاده می‌شود. این روش شامل استروژن‌ها برای ایجاد ویژگی‌های زنانه و سرکوب سطح تستوسترون است. آنتی آندروژن‌هایی مانند آنتاگونیست‌های گیرنده آندروژن، آنتیگنادوتروپین، تعدیل‌کننده هورمون آزاد کننده گنادوتروپین و مهارکننده آنزیم ۵آلفا ردوکتاز، برای خنثی کردن اثرات آندروژن‌ها، مثل تستوسترون استفاده می‌شود. ترکیب استروژن با آنتی آندروژن اصلی‌ترین عامل هورمون‌درمانی زنان ترنس است. تأثیر پروژستوژن‌ها اگرچه بصورت علمی مشخص نشده اما ادعاهای زیادی در کارآمدی آن‌ها وجود دارد.
| استرادیول(۱۷-بتا استرادیول) • استرادیول والرات • استرادیول سیپیونات(۱۷-بتا استرادیول-سیپیونات)• استرادیول بنزوات (وتاسترول) • استریول (اوستین) • استرادیول اتینیل |
| سرکوب آندروژن |
| اسپیرونولاکتون • سیپروترون استات • بیکالوتامید • انزالوتامید |
| تعدیل‌کننده‌های گنادوتروپین |
| الاگولیکس • رلوگولیکس |
| مهارکننده آنزیم ۵آلفا ردوکتاز |
| فیناستراید • دوتاستراید |
| پروژستوژن |
| پروژسترون • مدروکسی پروژسترون استات (پروورا) • هیدروکسی پروژسترون کاپروات • دیدروژسترون • دروسپیرنون                                                              |
| منابع: |

### استروژن‌ها
استروژن‌ها هورمون‌های اصلی جنسی در زنان و مسئول هدایت صفات ثانویه جنسی زنانه مثل رشد پستان‌ها و الگوی توزیع چربی زنانه هستند. متداول‌ترین استروژن مورد استفاده در زنان ترنس استرادیول است. دیگر استر‌های استرادیول؛ استرادیول والرات و استرادیول سیپیونات است که پیش‌دارو استرادیول هستند. استروژن کونژوگه (پرمارین) که در هورمون‌درمانی یائسگی و استرادیول اتیلن که در جلوگیری از بارداری استفاده می‌شود، در گذشته برای هورمون‌درمانی زنان ترنس هم استفاده می‌شده‌است، دیگر توصیه نمی‌شود. لخته‌شدن خون و مشکلات قلبی و عروقی از عوارض ناشی این داروها است.
استروژن‌ها به‌صورت خوراکی، ترانسدرمال، موضعی (از طریق چسب یا ژل)، مقعدی، تزریق، کاشت، زیرزبانی و گونه‌ای تجویز شوند.
استروژن‌ها علاوه بر ایجاد صفات زنانه، دارای اثرات ضدگنادوتروپین هستند که سطح تستوسترون را در زنان ترنس سرکوب می‌کند. سطح استرادیول ۲۰۰ پیکوگرم بر میلی‌لیتر می‌تواند سطح تستوسترون را تا حدود ۹۰٪ سرکوب کند، در حالی که میزان استرادیول ۵۰۰ پیکوگرم بر میلی‌لیتر سطح تستوسترون را حدود ۹۵٪، معادل یک جراحی ارکیدکتومی تعدیل می‌کند. هنگامی که سطح تستوسترون به اندازه کافی توسط استرادیول سرکوب نمی‌شود، مثل شکل خوراکی آن، می‌توان از داروهای ضدآندروژن برای سرکوب یا جلوگیری از اثر سطح تستوسترون باقی مانده استفاده کرد.
دوز استروژن‌های مصرفی در زنان ترنس، که خواستار ارکیدکتومی یا دیگر روش‌های  جراحی بازتایید جنسیت نیستند معمولاً بیشتر از سطح استروژن در زنان هم‌سوجنسی است. بنابر توصیه انجمن غدد درون‌ریز سطح استرادیول در زنان پیش از یائسگی در حدود ۱۰۰ تا ۲۰۰ پیکوگرم بر میلی‌لیتر است، هم‌چنین اشاره می‌کند که این سطح از استرادیول معمولاً قادر به سرکوب تستوسترون در زنان ترنس نیست.
در سال ۲۰۱۸ بنیاد همیاری کاکرین عنوان کرد که استرادیول تزریقی با دوز بالا بی‌خطر است. انجمن غدد درون‌ریز نیز دوزهایی از استرادیول تزریقی را توصیه می‌کند که منجر به سطح استرادیول بیش از سطح طبیعی زنان هم‌سوجنسی می‌شود. به‌عنوان مثال ۱۰ میلی‌گرم در هفته استرادیول والرات با تزریق عضلانی، منجر به سطح استرادیول حدود ۱۲۵۰ پیکوگرم بر میلی‌لیتر در پیک و حدود ۲۰۰ پیکوگرم بر میلی‌لیتر، ۷ روز بعد از تزریق می‌شود. مصرف استروژن را می‌توان پس از جراحی ارکیکتومی که دیگر نیازی به سرکوب تستوسترون بیضه‌ها نیست، کاهش داد.

### آنتی آندروژن‌ها
آنتی آندروژن‌ها داروهایی هستند که مانع از اثرگذاری آندروژن‌ها بر بدن می‌شوند. آندروژن‌هایی مثل تستوسترون و دی‌هیدروتستوسترون، عمده‌ترین هورمون‌های جنسی تولیدی در بیضه‌ها هستند که مسئول ایجاد و هدایت صفات ثانویه جنسی مردانه مثل صدای بم، شانه‌های پهن، الگوی رشد مو مردانه، و توزیع چربی و عضله هستند. علاوه بر این، آندروژن‌ها محرک جنسی، عامل آکنه، بوی بدن و ریزش موی سر هستند. آندروژن‌ها با اتصال به گیرنده آندروژن، هدف بیولوژیکی خود در بدن را دنبال می‌کنند. آنتی آندروژن‌ها با جلوگیری از اتصال آندروژن به گیرنده آندروژن مانع از اثرگذاری آن می‌شوند.
آنتی آندروژن‌هایی که مستقیماً گیرنده آندروژن را مسدود می‌کنند به عنوان آنتاگونیست یا مسدودکننده گیرنده آندروژن شناخته می‌شوند، آنتی آندروژن‌هایی که از بیوسنتز آنزیمی آندروژن‌ها جلوگیری می‌کنند به عنوان مهارکننده‌های آندروژن و آنتی آندروژن‌هایی که تولید آندروژن را در غدد جنسی سرکوب می‌کنند به عنوان آنتی گنادوتروپین شناخته می‌شوند. هدف از استفاده آنتی آندروژن‌ها در زنان ترنس سرکوب یا مسدود سطح باقی‌مانده از تستوسترون است که توسط استروژن‌ها سرکوب نمی‌شود. اگر سطح تستوسترون در فرد ترنس هم‌تراز با سطح تستوسترون زنان هم‌سوجنسی باشد یا فرد تحت عمل جراحی قرار گرفته باشد، لزومی به درمان با آنتی آندروژن نیست.

## واکنش‌ها
بسیاری از داروهایی که در هورمون‌درمانی زنان ترنس استفاده می‌شود، مثل استرادیول، سیپروترون استات و بیکالوتامید، بستر سیتوکروم ۴ آ ۳ و سایر آنزیم‌های سیتوکروم پی ۴۵۰ هستند. در نتیجه، القاکننده‌های «سیتوکروم ۴ آ ۳» و سایر آنزیم‌های «سیتوکروم پی ۴۵۰» مانند کاربامازپین، فنوباربیتال، فنی توئین و ریفامپین ممکن است با کاهش سطح گردش، اثرگذاری دارو را کاهش دهند. در نقطه مقابل مهارکننده‌های سیتوکروم ۴ آ ۳ و آنزیم‌های سیتوکروم پی ۴۵۰، مانند سایمتیدین، کلوتریمازول، آب گریپ فروت، ایتراکونازول، کتوکونازول و ریتوناویر ممکن است با افزایش سطح گردش، اثرگذاری دارو را افزایش دهند. استفاده از یک القاکننده یا مهارکننده سیتوکروم پی ۴۵۰ همراه با هورمون‌درمانی زنانه‌سازی، باید در تنظیم مقدار دوز دارو لحاظ شود.

## تأثیرات
| اثر                                         | زمان لازم برای شروع تغییرات | زمان لازم برای حداکثر تغییرات | ماندگاری تغییر اگر هورمون‌درمانی متوقف شود |
| ------------------------------------------- | --------------------------- | ----------------------------- | ----------------------------------------- |
| رشد پستان، هاله پستان و نوک پستان           | ۶–۲ ماه                     | ۳–۱ سال                       | برگشت ناپذیز                              |
| نازک‌شدن یا کندشدن رشد موهای صورت و بدن      | ۱۲–۴ ماه                    | > ۳ سال                       | برگشت‌پذیر                                 |
| توقف ریزش موی سر با الگوی مردانه            | ۳–۱ ماه                     | ۲–۱ سال                       | برگشت‌پذیر                                 |
| نرم شدن پوست و کاهش چربی و آکنه در آن       | ۶–۳ ماه                     | نامشخص                        | برگشت‌پذیر                                 |
| تغییر در توزیع چربی بدن با الگوی زنانه      | ۶–۳ ماه                     | ۵–۲ سال                       | برگشت‌پذیر                                 |
| کاهش قدرت و توده عضلانی                     | ۶–۳ ماه                     | ۲–۱ سال                       | برگشت‌پذیر                                 |
| پهن شدن لگن (پیش از بلوغ بسته‌شدن صفحات رشد) | نامشخص                      | نامشخص                        | برگشت‌ناپذیر                               |
| تغییر در خلق و خو، احساسات و رفتار          | نامشخص                      | نامشخص                        | برگشت‌پذیر                                 |
| کاهش میل جنسی                               | ۳–۱ ماه                     | ۶–۳ ماه                       | برگشت‌پذیر                                 |
| کاهش نعوظ و نعوظ صبحگاهی                    | ۳–۱ ماه                     | ۶–۳ ماه                       | برگشت‌پذیر                                 |
| اختلال نعوظ و کاهش حجم انزال                | ۳–۱ ماه                     | متغیر                         | برگشت‌پذیر                                 |
| کاهش تولید اسپرم و مشکلات باروری            | نامشخص                      | > ۳ سال                       | برگشت‌پذیر/برگشت‌ناپذیر                     |
| کاهش اندازه بیضه‌ها                          | ۶–۳ ماه                     | ۳–۲ سال                       | نامشخص                                    |
| کاهش اندازه غده پروستات                     | نامشخص                      | نامشخص                        | نامشخص                                    |
| کاهش اندازه آلت مردی                        | ——————                      | ——————                        | ——————                                    |
| تغییرات صدا                                 | ——————                      | ——————                        | ——————                                    |
| دستور العمل‌ها: مقالات و کتاب‌ها: مطالعات:    |                             |                               |                                           |

با این وجود طیف تأثیرات هورمون‌درمانی در زنان ترنس به داروها و دوزهای مصرفی بستگی دارد.